# Charles Ross

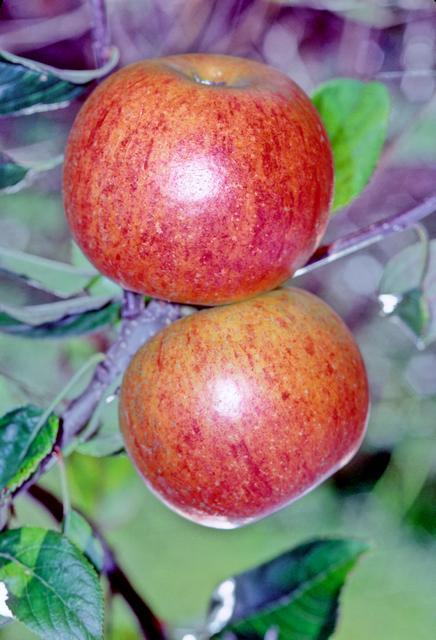

Charles Ross est un cultivar de pommier domestique.

## Origine
Cette variété a été obtenue et exposée pour la première fois en 1890, en Angleterre, dans le Berkshire.
Le cultivar Charles Ross est nommé en hommage au chef jardinier de Welford Park, dans le Berkshire, dont c'est sans doute la meilleure obtention.

## Description
- Utilisations: à croquer, à cuire, à cidre
- Chair: blanche

## Parenté
Obtenu par croisement naturel: Peasgood Nonsuch x Cox's Orange Pippin

## Pollinisation
Variété diploïde.
- Groupe de floraison: B[2].

## Culture
- porte-greffe nanifiant: M26 pour un demi-tige